# Pseudochalcura condylus
Pseudochalcura condylus är en stekelart som beskrevs av John M. Heraty 1986. Pseudochalcura condylus ingår i släktet Pseudochalcura och familjen Eucharitidae.
Artens utbredningsområde är:
- Dominikanska republiken.
- Dominica.

Inga underarter finns listade i Catalogue of Life.